# Maurice Réalier-Dumas
Pour les articles homonymes, voir Réalier-Dumas et Dumas.
Maurice Réalier-Dumas, né à Paris le 9 février 1860 et mort à Chatou le 25 décembre 1928, est un peintre et affichiste français.
Il est proche, entre autres, du mouvement de l'Art nouveau.
Son frère cadet est le sculpteur animalier André Réalier-Dumas (mort en 1952).

## Biographie
Issu d'une famille de la haute bourgeoisie, Maurice Réalier-Dumas est le fils de Pierre Paul Henri Réalier-Dumas (1834-1898), auditeur au Conseil d’État puis sous-préfet de Montbéliard et de Villeneuve-sur-Lot, et de Jeanne Thérèse Goubie, fille de l'agent de change parisien Joseph Goubie qui possédait l'hôtel Bonaparte.
Né à Paris au 57, rue Saint-Lazare, Maurice Réalier-Dumas passe une partie de son enfance et de son adolescence à Villeneuve-sur-Lot où son père est en poste. Il se lie d'amitié avec Georges Leygues.
En 1879, il entre comme élève à l'École des beaux-arts de Paris où il reçoit l'enseignement du peintre Jean-Léon Gérôme.
Dès cette époque, Maurice Réalier-Dumas fréquente la maison Fournaise, un restaurant-guinguette installé à Chatou où son père a acheté une maison de villégiature. Maurice y croise Auguste Renoir et bon nombre d'impressionnistes mais surtout Louise Alphonsine Papillon, la fille d'Alphonse Fournaise, le propriétaire du restaurant. Alphonsine Papillon devient rapidement un sujet récurrent dans les œuvres de Renoir puisqu'il est admis qu'elle soit représentée dans le célèbre tableau, Le Déjeuner des canotiers. Mais l'identification d'Alphonsine est sujet à controverses. À ce titre, Jean Renoir, le fils d'Auguste Renoir, dans son livre, Pierre-Auguste Renoir, mon père, écrira : « La jeune femme accoudé [sic] à la balustrade est Alphonsine Fournaise, la belle Alphonsine comme l'appelaient les habitués du restaurant de ses parents. ». Cependant il faut nuancer cette affirmation puisqu'elle est issue des confidences que Pierre Renoir a faites à son fils à la fin de sa vie. Par ailleurs, Jean Renoir admet également sa licence quant aux histoires qu'il raconte à propos de son père, dans la préface de son livre en écrivant : « L'histoire est un genre essentiellement subjectif ». Néanmoins, on retrouve Alphonsine Papillon de manière certaine dans le portrait commandé par Monsieur Fournaise à Renoir en 1875, La Dame au sourire ou Alphonsine Fournaise, conservée dans les collections du musée d'Art de São Paulo.

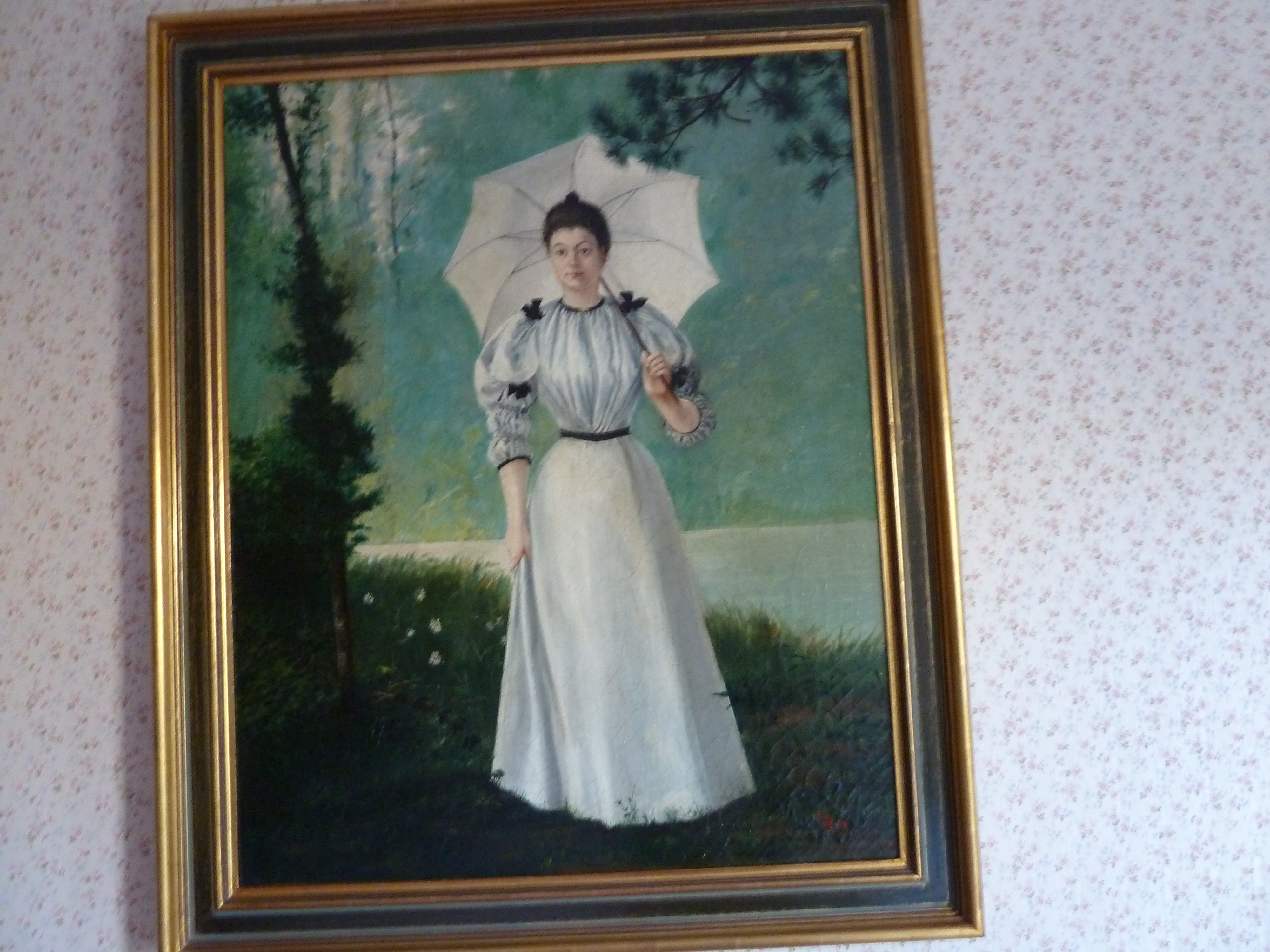
"Alphonsine à l'ombrelle" 1896.

Par ailleurs, Maurice Réalier-Dumas a peint un portrait d'Alphonsine Fournaise, intitulé Alphonsine à l'ombrelle de 1896 (collection particulière). On retrouve Alphonsine debout sur une berge, habillée d'une robe blanche et tenant à la main gauche, une ombrelle. Ce portrait illustre le lien intime qui pouvait existé entre elle et lui.
Sur les murs extérieurs du restaurant côté Seine de la Maison Fournaise, on peut encore voir une série de peintures murales réalisées par Maurice Réalier-Dumas et intitulée Les Quatre Âges de la vie. Pour des raisons de conservation, les peintures murales ont été déposées et remplacées par des fac-similés. Les originaux se trouvent dans le musée Fournaise qui occupe la partie haute du restaurant et qui retrace l'histoire de l'ancienne guinguette et des artistes qui l'ont fréquentée.
S'il fréquente les impressionnistes, Réalier-Dumas garde ses distances : il choisit de partir en voyages et puise dans une forme d'orientalisme, style de ses premiers tableaux remarqués. Le Maroc, la Tunisie, l'Algérie, mais aussi l'Espagne et l'Italie marquent durablement le peintre qui expose régulièrement à partir de 1886 au Salon des artistes français. Le ministère des Colonies le sollicite et lui passe commande. En 1908, il reçoit la Légion d'honneur. Entre-temps, il s'installe définitivement à Chatou au 1, rue d'Epremesnil et produit au début des années 1890 une série de toiles marquée par l'impressionnisme (Le Goûter sur l'herbe, 1892).

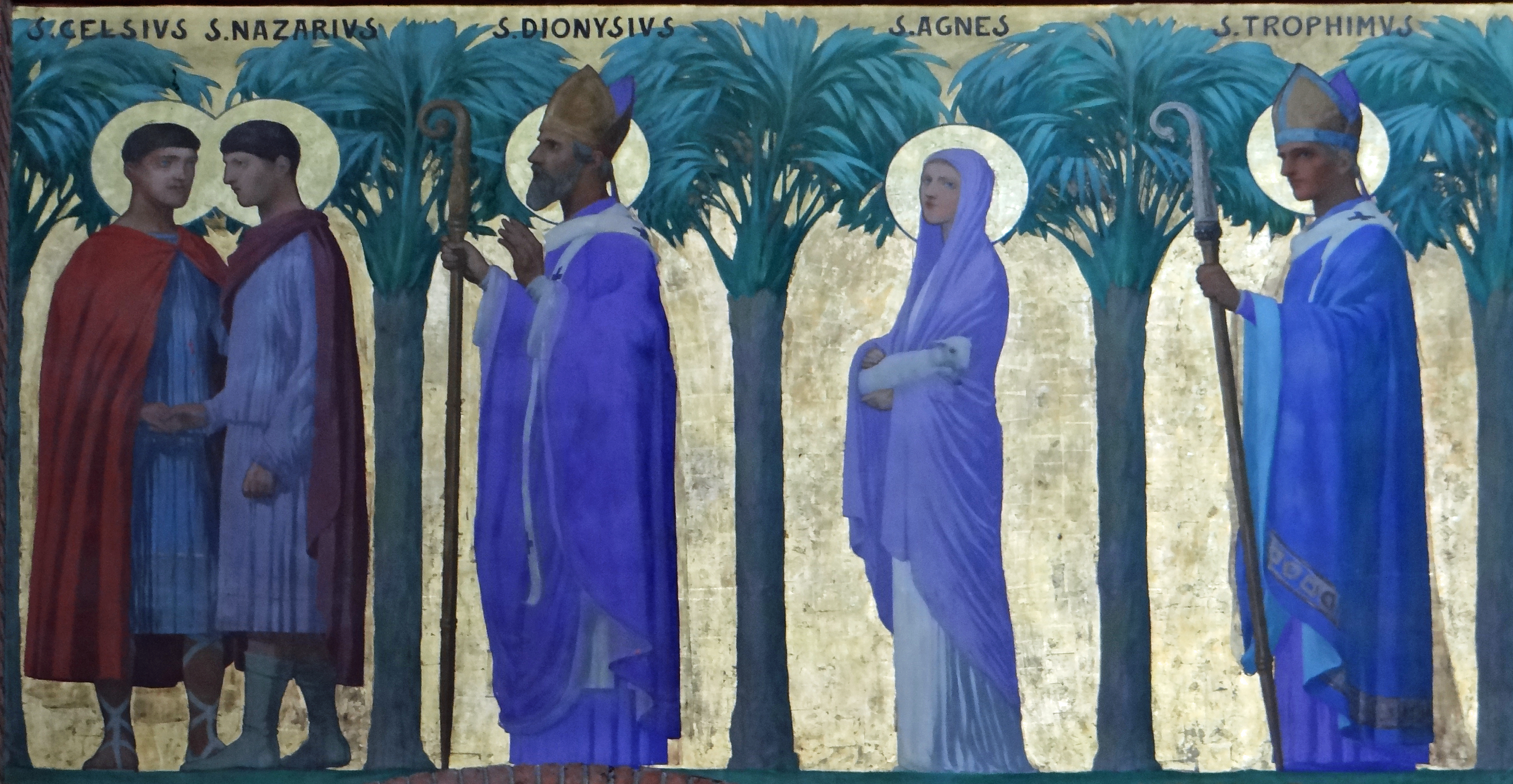
La Procession des saints de la nef de l'église Sainte-Catherine de Villeneuve-sur-Lot.

S'il fut tour à tour peintre d'histoire, paysagiste, orientaliste, intimiste, c'est en tant qu'affichiste que Réalier-Dumas surprend : fin 1896, il rejoint la Société des peintres-lithographes alors qu'il commence à produire des formats particulièrement élégants, tout en hauteur, reprenant le thème de la jeune femme. Trois de ses productions sont reproduites par Jules Chéret dans sa revue Les Maîtres de l'affiche (1895-1900), à savoir : Incandescence par le Gaz Système Auer (1892), Champagne Jules Mumm (1895) et Société internationale de peinture et de sculpture Galerie Georges Petit (1897). Réalier-Dumas contribue également à la revue d'art L'Estampe moderne et illustre quelques partitions pour piano.
En 1911, Georges Leygues, qui était devenu entre-temps ministre, se souvient de leur amitié et le contacte pour réaliser une grande peinture murale destinée à la nef de l'église Sainte-Catherine de Villeneuve-sur-Lot : intitulée la Théorie des saints — il y en a 66 —, qu'il achève en 1920.
Maurice Réalier-Dumas meurt le 25 décembre 1928. Il lègue une grande partie de ses tableaux à la ville de Villeneuve-sur-Lot. Il est enterré au cimetière de Chatou où le nom d'un square lui a été décerné.

## Affiches répertoriées
- Polichinelle, hebdomadaire humoristique de la famille.
- Incandescence par le gaz.
- Paris-Mode.
- Engagez-vous dans la marine.
- Pneumatic Protector.
- Société internationale de peinture et de sculpture (1895).
- Société internationale de peinture et de sculpture (1897).
- Madères Blandy garantis d'origine.
- Champagne Jules Mumm.
- Wiener Mode Vierteljährlich.
- Où trouver du Madère d'origine ? Blandy frères à Funchal.
- Napoléon[6].

Affiches de Maurice Réalier-Dumas
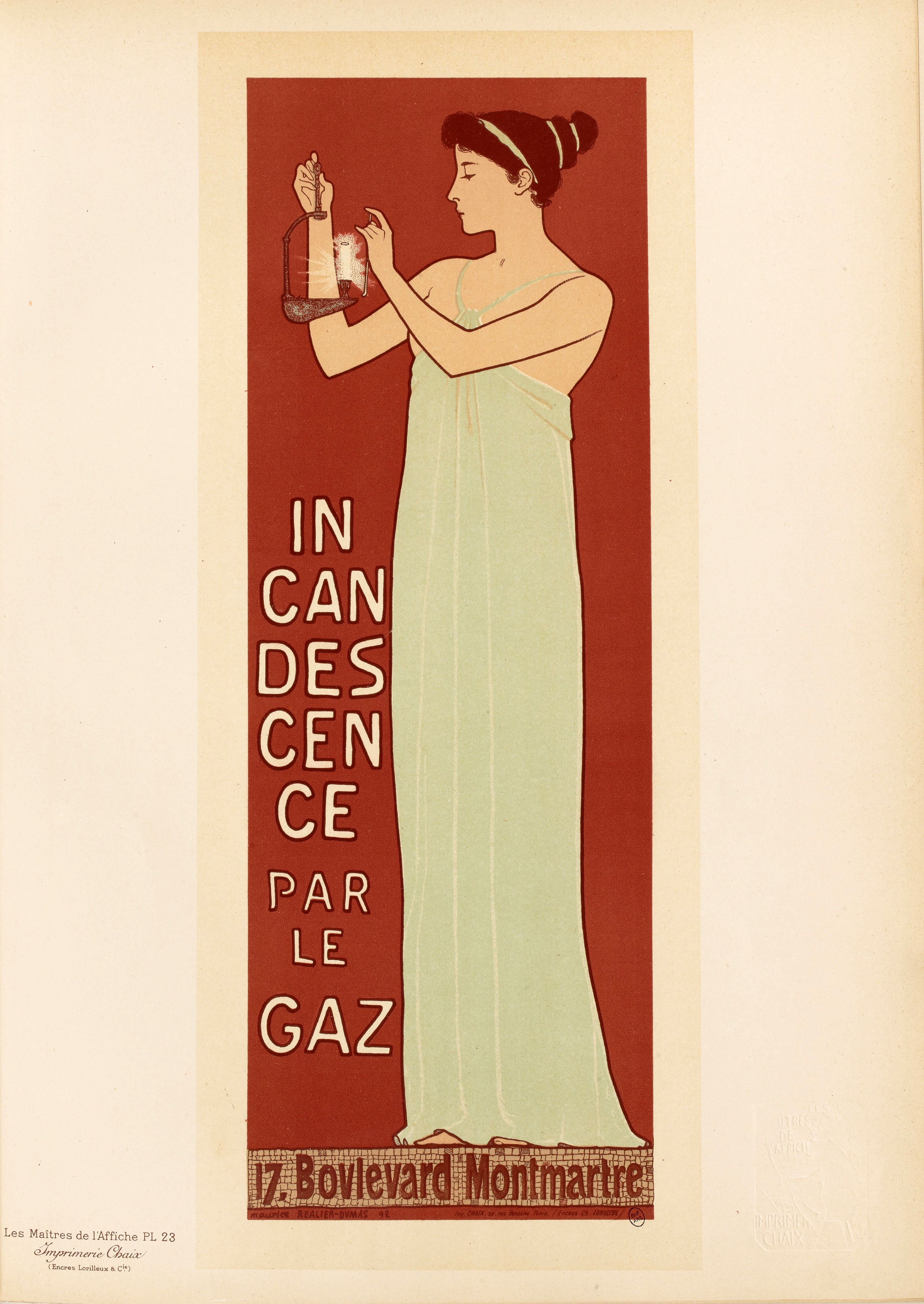
Incandescence par le gaz.
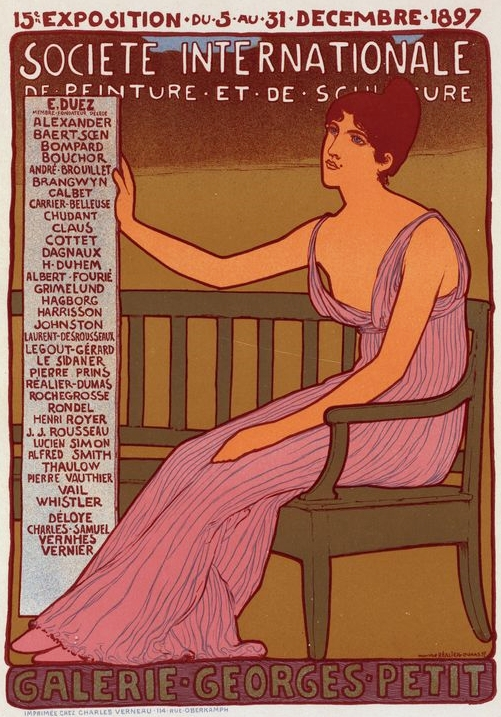
Société internationale de peinture et de sculpture (1897).
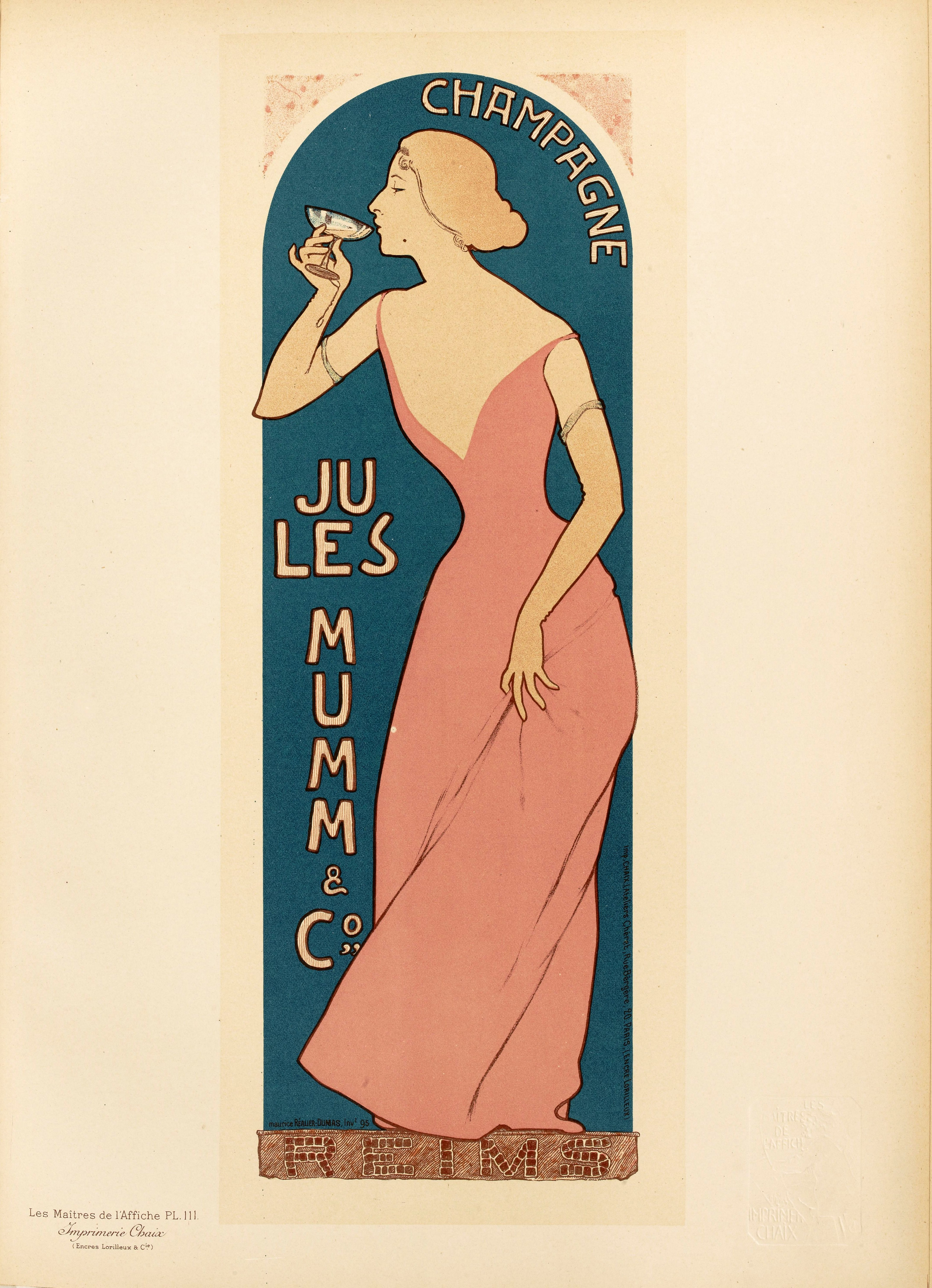
Champagne Jules Mumm.

## Collections publiques
- Chatou, maison Fournaise : 

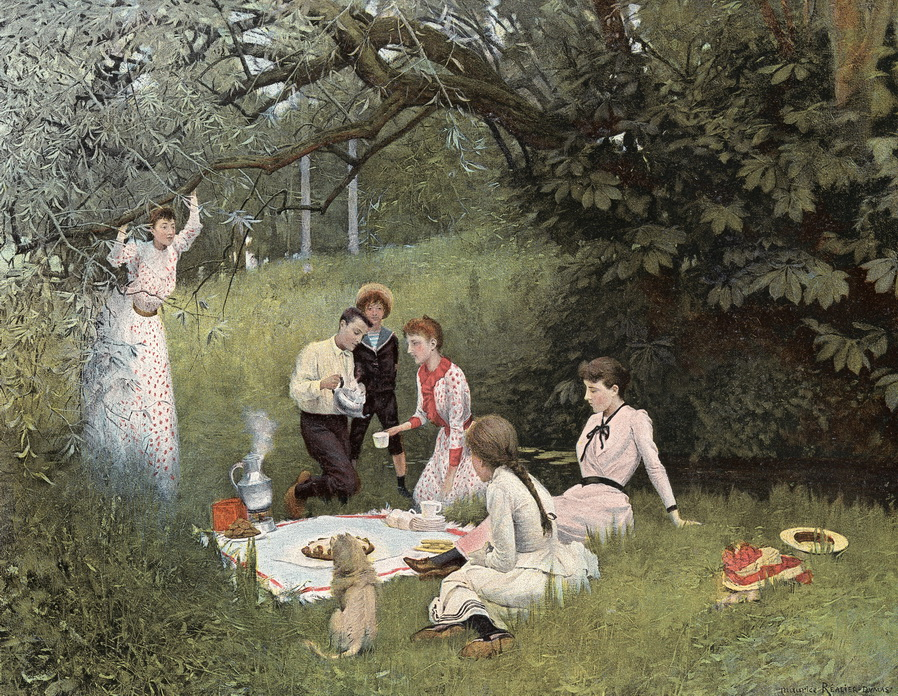
Le Goûter sur l'herbe (1892), Villeneuve-sur-Lot, musée de Gajac.

  - Les Idoles de Chatou, huile sur toile ;
  - Paysage, huile sur toile.
- Vendôme, musée de Vendôme : Côteau de la Joncière, 1899, huile sur toile.
- Villeneuve-sur-Lot, musée de Gajac : 
  - Bonaparte aux Tuileries - 10 août 1792, 1888, huile sur toile ;
  - Le Chevalet de mine, 1889, huile sur toile ;
  - Enfants nus dans un bateau, 1890, huile sur toile ;
  - Deux jeunes filles, 1890, huile sur toile ;
  - Le Goûter sur l'herbe, 1892, huile sur toile ;
  - Le Néophyte, 1894, huile sur toile.